# 伊塞島

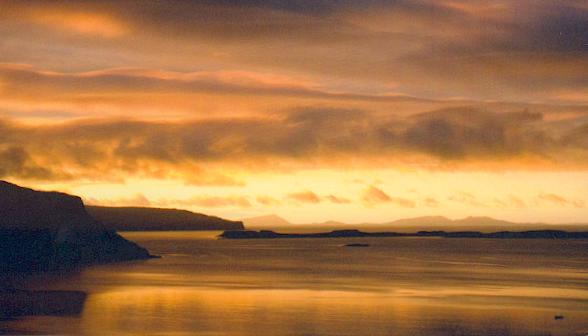

伊塞島是蘇格蘭的島嶼，位於斯凱島西北1公里的大西洋海域，屬於內赫布里底群島的一部分，面積0.6平方公里，最高點海拔高度28米，島上無人居住。
57°31′N 6°39′W / 57.517°N 6.650°W